# 齐纳努·欧努阿库
齐纳努·迈克尔·欧努阿库（英語：Chinanu Michael Onuaku，1996年11月1日—）為美國男子籃球運動員，現效力於韓國籃球聯賽原州DB新世代。
欧努阿库出生於马里兰州巴爾的摩。欧努阿库在2016年NBA选秀第二輪第37順位獲得休斯敦火箭青睞。2019年10月，韓國籃球聯賽原州DB新世代引進欧努阿库頂替以利亞·湯瑪斯。欧努阿库出賽了40場例行賽，場均表現為14.4分、10.3籃板、1.5阻攻。2023年11月，欧努阿库重返韓國加盟高陽索諾天空槍手頂替贾罗德·琼斯。2024年6月，欧努阿库回鍋原州DB新世代。

## 外部連結
- 齐纳努·欧努阿库在fiba.basketball（英语）
- 齐纳努·欧努阿库在archive.fiba.com（存檔）（英语）
- 齐纳努·欧努阿库在NBA（英语）
- 齐纳努·欧努阿库在韓國籃球聯賽（英语）
- 齐纳努·欧努阿库在Basketball-Reference.com（NBA）（英语）
- 齐纳努·欧努阿库在Basketball-Reference.com（NBA G聯盟）（英语）
- 齐纳努·欧努阿库在Basketball-Reference.com（國際）（英语）
- 齐纳努·欧努阿库在Sports-Reference.com（NCAA）（英语）
- 齐纳努·欧努阿库在ESPN（NBA）（英语）
- 齐纳努·欧努阿库在Eurobasket.com（球員）（英语）
- 齐纳努·欧努阿库在Proballers（英语）
- 齐纳努·欧努阿库在RealGM（英语）
- 齐纳努·欧努阿库在Flashscore（英语）